# Takatoshi Matsumoto
Takatoshi Matsumoto (japanisch 松本 昂聡 Matsumoto Takatoshi; * 5. September 1983 in der Präfektur Tokio) ist ein ehemaliger japanischer Fußballspieler.

## Karriere
Matsumoto erlernte das Fußballspielen in der Jugendmannschaft von Kyoto Purple Sanga. Seinen ersten Vertrag unterschrieb er 2002 bei den Kyoto Purple Sanga. Der Verein spielte in der höchsten Liga des Landes, der J1 League. Für den Verein absolvierte er fünf Erstligaspiele. 2004 wechselte er zum Ligakonkurrenten FC Tokyo. 2005 wechselte er zum Ligakonkurrenten Vissel Kobe. 2006 wechselte er zum Zweitligisten Shonan Bellmare. Für den Verein absolvierte er 50 Ligaspiele. 2008 wechselte er zum Ligakonkurrenten Tokushima Vortis. Für den Verein absolvierte er 11 Ligaspiele. Danach spielte er bei den MIO Biwako Kusatsu. Ende 2009 beendete er seine Karriere als Fußballspieler.

## Erfolge
Kyoto Purple Sanga
- Kaiserpokal

Sieger: 2002
FC Tokyo
- J.League Cup

Sieger: 2004